# Isosauris cymatophora
Isosauris cymatophora là một loài bướm đêm trong họ Geometridae.